# Caupolicana fulvicollis
Caupolicana fulvicollis är en biart som beskrevs av Maximilian Spinola 1851. Caupolicana fulvicollis ingår i släktet Caupolicana och familjen korttungebin. Inga underarter finns listade.

## Bildgalleri

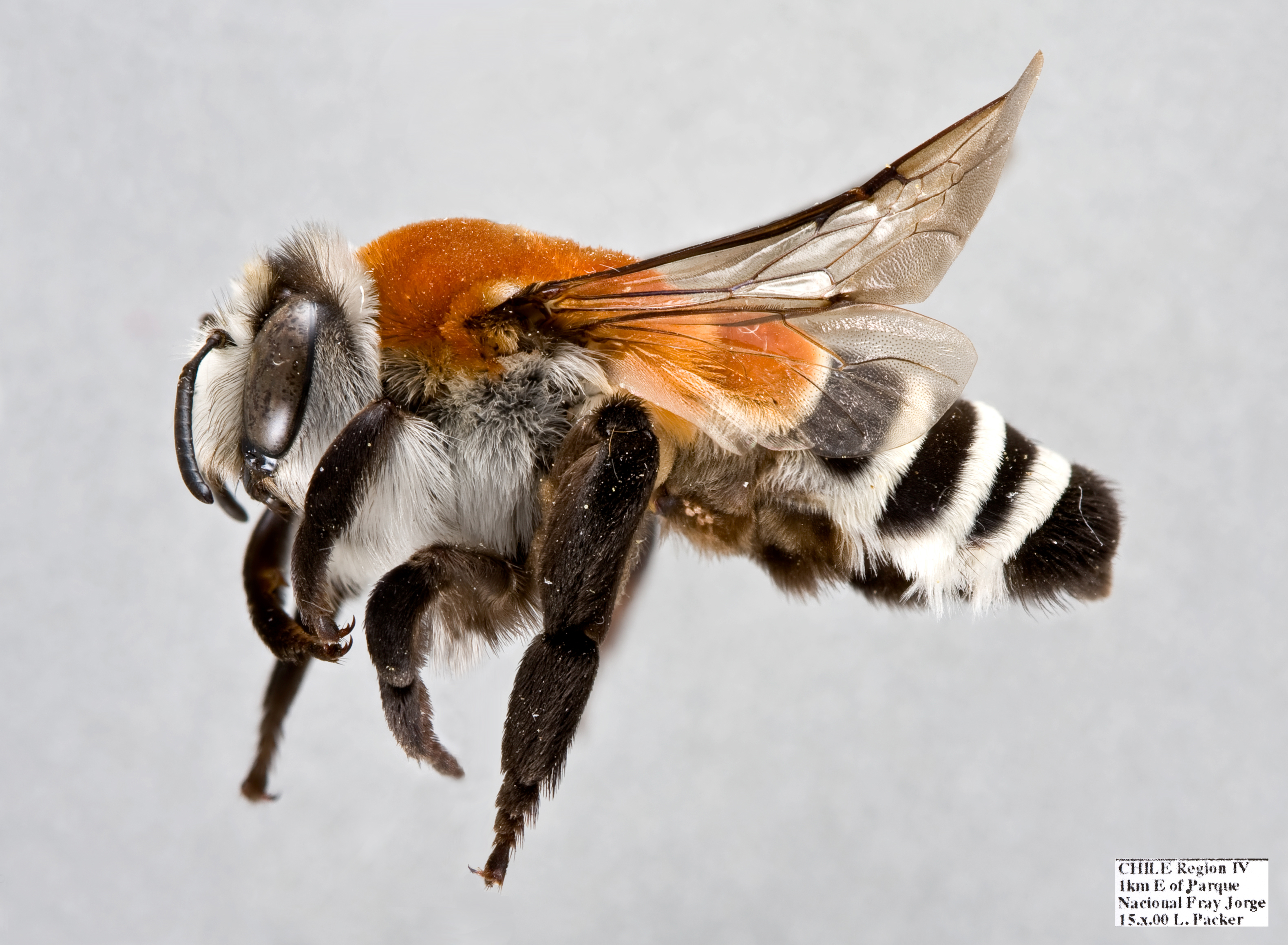